# منامة
المَنَامَةُ أو البيجامة هي لباس شائع يرتدى قبل النوم ويتكون من سروال وقميص وأحياناً يرتدى مع جوارب، وبالنسبة للرضع فإن هذا الزي يتكون من قطعة واحدة.

## أصلها
كلمة بيجامة أصلها فارسي وتعني سروال فضفاض وانتشرت في أوروبا في بداية القرن العشرين.

## مكوناتها
تتكون المنامة أساساً من سروال خفيف واسع يربط على الجسم برباط، وجزء علوي خفيف أيضاً. ويرتديها الرجال والنساء.

## معرض صور

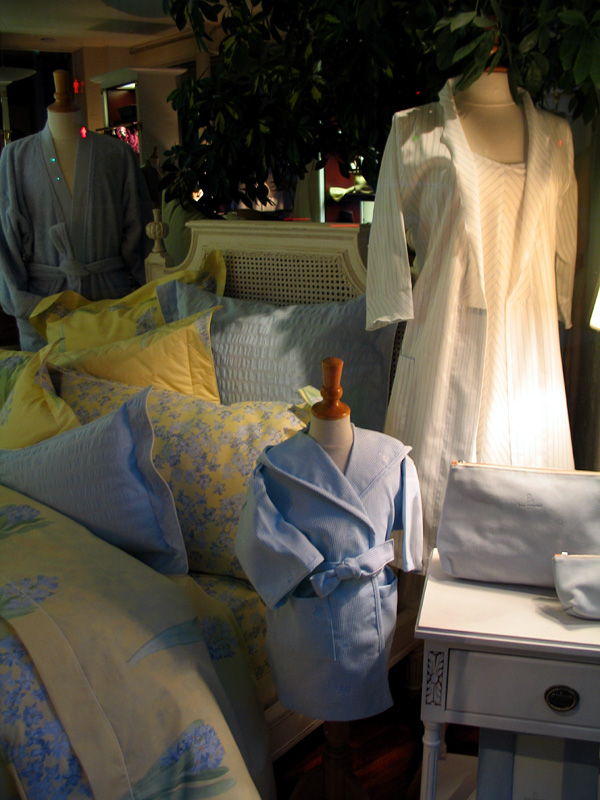
منامات نسائية.
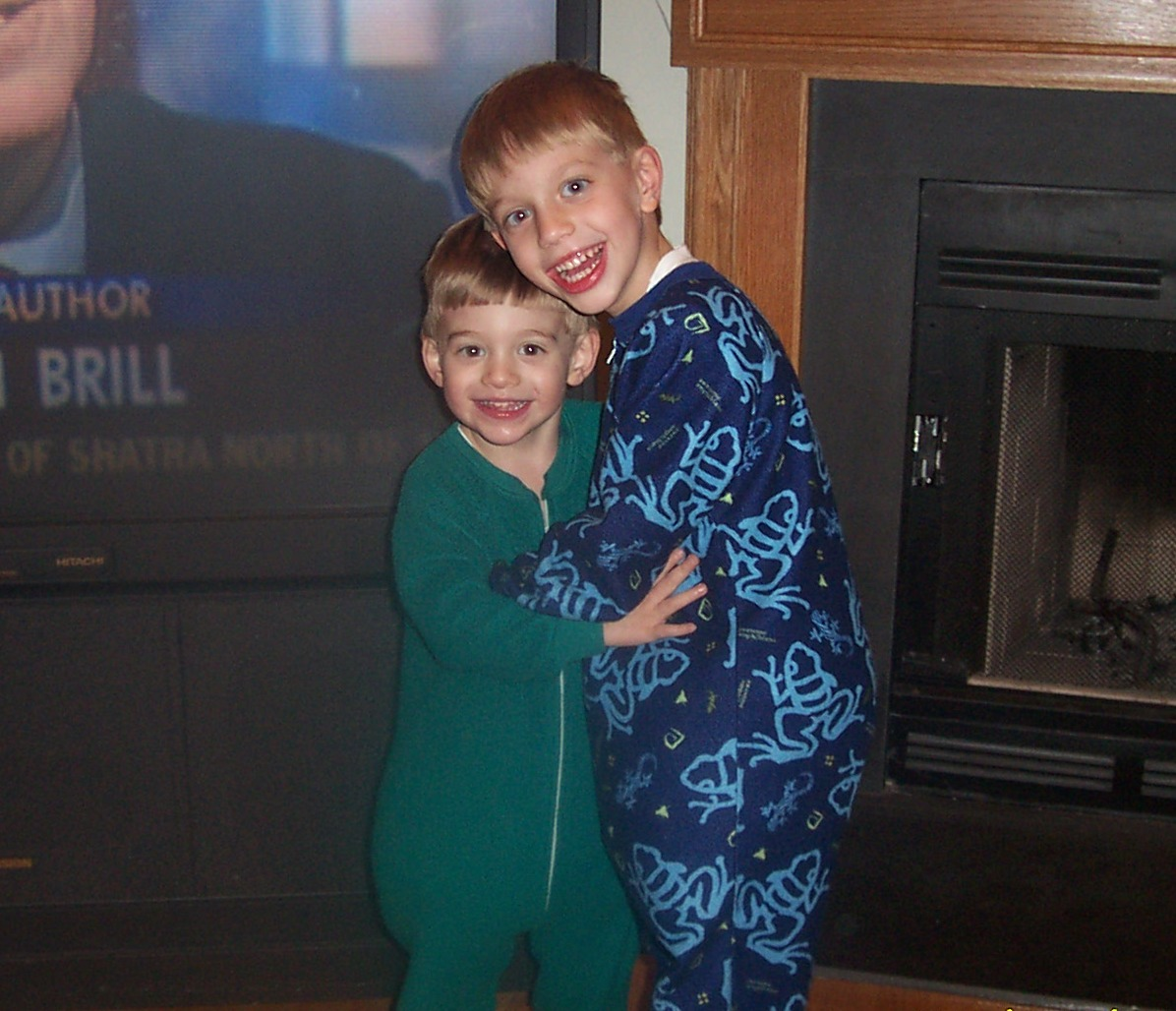
أولاد يرتدون منامات.
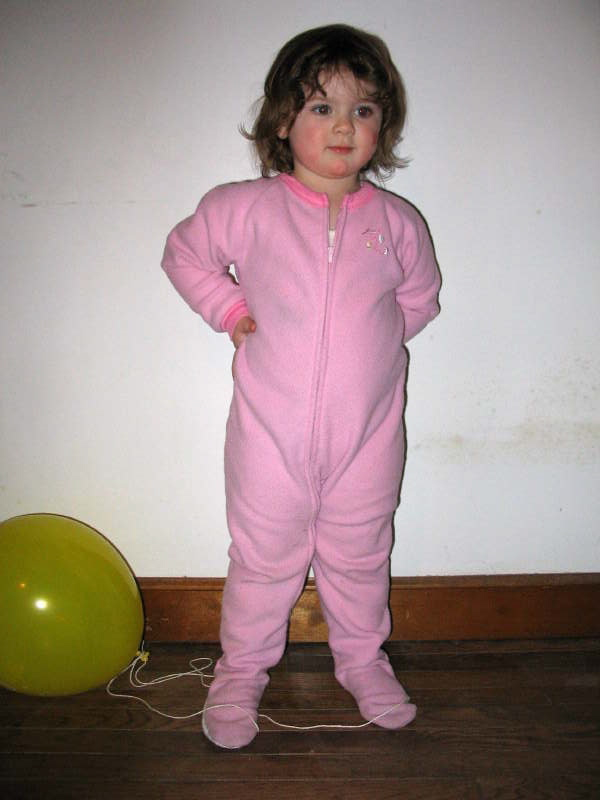
طفلة ترتدي منامة ذات أقدام.